# Parcani (Zaharivka), Rozdilna
Parcani (în ucraineană Парканівка, transliterat: Parkanivka) este un sat în comuna Zaharivka din raionul Rozdilna, regiunea Odesa, Ucraina.

## Demografie
Componența lingvistică a localității Parcani
     Ucraineană (69,19%)
     Română (28,11%)
     Rusă (2,7%)
Conform recensământului din 2001, majoritatea populației localității Parcani era vorbitoare de ucraineană (69,19%), existând în minoritate și vorbitori de română (28,11%) și rusă (2,7%).